# 에곤 브레처

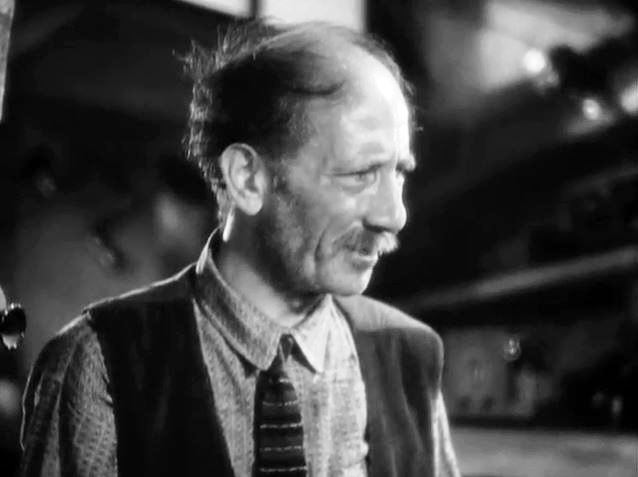

에곤 브레허(Egon Brecher, 1880년 2월 18일 ~ 1946년 8월 12일)는 오스트리아-헝가리 출신 오스트리아와 미국의 배우이다.
올로모우츠에서 태어났으며 할리우드에서 사망하였다. 사인은 심근 경색이다. 할리우드 포에버 공동묘지에 매장되었다.

## 영화
- 세계의 어머니 (1946, Sister Kenny)
- 로얄 스캔달 (1945년)
- 사막의 노래 (1943년)
- 킹스 로우 (1942년)
- 맨파워 (1941년)
- 나치 스파이의 고백 (1939년) - 프리츠 뮐러 - 게르만 에이전트 역
- 삼총사 (1939년)
- 카벨 수녀 이야기 (1939년)
- 수에즈 (1938년)
- 더 우먼 멘 메리 (1937년)
- 더 그레이트 오맬리 (1937년)
- 씬 아이스 (1937년)
- 하이디 (1937년)
- 에밀 졸라의 생애 (1937년)
- 원 인 어 밀리언 (1936년)
- 창공을 달리는 사랑 (1936년)
- 런던의 늑대인간 (1935년)
- 검은 고양이 (1934년)
- 투 더 라스트 맨 (1933년)